# Nazionale maschile under 19 di football americano della Francia
La Nazionale di football americano Under-19 della Francia è la selezione maschile di football americano della FFFA, che rappresenta la Francia nelle varie competizioni ufficiali o amichevoli riservate a squadre nazionali Under-19.

## Risultati
Legenda: Grassetto: Risultato migliore, Corsivo: Mancate partecipazioni

## Dettaglio stagioni

### Amichevoli
| Stagione | Vin | Par | Per | Tot | PF | PS | avversaria |
| -------- | --- | --- | --- | --- | -- | -- | ---------- |
| 2010     | 0   | 0   | 1   | 1   | 0  | 11 | Svezia     |
| Totale   | 0   | 0   | 1   | 1   | 0  | 11 |            |

Fonte: americanfootballitalia.com

### Tornei

#### Campionato mondiale
| Stagione | regular season | regular season | regular season | regular season | regular season | regular season | playoff | playoff | playoff | playoff | playoff | playoff       | playoff         |
|          | Vin            | Par            | Per            | Tot            | PF             | PS             | Vin     | Per     | Tot     | PF      | PS      | risultato     | avversaria      |
| -------- | -------------- | -------------- | -------------- | -------------- | -------------- | -------------- | ------- | ------- | ------- | ------- | ------- | ------------- | --------------- |
| 2009     | -              | -              | -              | -              | -              | -              | 1       | 2       | 3       | 48      | 108     | Settimo posto | Nuova Zelanda   |
| 2012     | -              | -              | -              | -              | -              | -              | 1       | 2       | 3       | 61      | 54      | Sesto posto   | Samoa Americane |
| 2014     | 1              | 0              | 2              | 3              | 81             | 80             | 0       | 1       | 1       | 7       | 30      | Sesto posto   | Giappone        |
| Totale   | 1              | 0              | 2              | 3              | 81             | 80             | 2       | 5       | 7       | 116     | 192     |               |                 |

Fonte: americanfootballitalia.com

#### NFL-GJC
| Stagione | regular season | regular season | regular season | regular season | regular season | regular season | playoff | playoff | playoff | playoff | playoff | playoff      | playoff    |
|          | Vin            | Par            | Per            | Tot            | PF             | PS             | Vin     | Per     | Tot     | PF      | PS      | risultato    | avversaria |
| -------- | -------------- | -------------- | -------------- | -------------- | -------------- | -------------- | ------- | ------- | ------- | ------- | ------- | ------------ | ---------- |
| 2005     | 1              | 0              | 3              | 4              | 7              | 58             | 0       | 2       | 2       | 13      | 63      | Quinto posto | Messico    |
| 2007     | 0              | 0              | 2              | 2              | 0              | 42             | 0       | 1       | 1       | 6       | 14      | Sesto posto  | Panama     |
| Totale   | 1              | 0              | 5              | 6              | 7              | 100            | 0       | 3       | 3       | 19      | 77      |              |            |

Fonte: americanfootballitalia.com

#### Campionato europeo

##### Europeo ante 2022/Europeo A

###### Fase finale
| Stagione | regular season | regular season | regular season | regular season | regular season | regular season | playoff | playoff | playoff | playoff | playoff | playoff       | playoff       |
|          | Vin            | Par            | Per            | Tot            | PF             | PS             | Vin     | Per     | Tot     | PF      | PS      | risultato     | avversaria    |
| -------- | -------------- | -------------- | -------------- | -------------- | -------------- | -------------- | ------- | ------- | ------- | ------- | ------- | ------------- | ------------- |
| 1992     | -              | -              | -              | -              | -              | -              | 1       | 1       | 2       | 14      | 22      | Secondo posto | Finlandia     |
| 1994     | 2              | 0              | 1              | 3              | 84             | 67             | 0       | 1       | 1       | 0       | 30      | Quarto posto  | Svezia        |
| 1998     | 2              | 0              | 0              | 2              | 81             | 10             | 0       | 1       | 1       | 8       | 26      | Secondo posto | Germania      |
| 2000     | 1              | 0              | 1              | 2              | 21             | 49             | 1       | 0       | 1       | 32      | 27      | Quinto posto  | Gran Bretagna |
| 2002     | 1              | 0              | 1              | 2              | 28             | 28             | 0       | 1       | 1       | 21      | 30      | Quarto posto  | Austria       |
| 2004     | 3              | 0              | 0              | 3              | 89             | 12             | 1       | 0       | 1       | 17      | 14      | Campioni      | Germania      |
| 2006     | 3              | 0              | 0              | 3              | 115            | 20             | 1       | 0       | 1       | 28      | 21      | Campioni      | Germania      |
| 2008     | 2              | 0              | 1              | 3              | 65             | 51             | 1       | 0       | 1       | 28      | 14      | Terzo posto   | Danimarca     |
| 2011     | 2              | 0              | 0              | 2              | 76             | 20             | 0       | 1       | 1       | 14      | 21      | Secondo posto | Austria       |
| 2013     | -              | -              | -              | -              | -              | -              | 1       | 1       | 2       | 45      | 48      | Secondo posto | Austria       |
| 2015     | -              | -              | -              | -              | -              | -              | 0       | 2       | 2       | 6       | 49      | Quarto posto  | Danimarca     |
| 2017     | -              | -              | -              | -              | -              | -              | 1       | 1       | 2       | 14      | 17      | Secondo posto | Austria       |
| 2019     | -              | -              | -              | -              | -              | -              | 2       | 1       | 3       | 72      | 22      | Terzo posto   | Danimarca     |
| 2022     | -              | -              | -              | -              | -              | -              | 0       | 2       | 2       | 21      | 34      | Quarto posto  | Danimarca     |
| Totale   | 16             | 0              | 4              | 20             | 561            | 257            | 9       | 10      | 19      | 306     | 358     |               |               |

Fonte: americanfootballitalia.com

###### Qualificazioni
| Stagione | regular season | regular season | regular season | regular season | regular season | regular season | playoff | playoff | playoff | playoff | playoff | playoff   | playoff    |
|          | Vin            | Par            | Per            | Tot            | PF             | PS             | Vin     | Per     | Tot     | PF      | PS      | risultato | avversaria |
| -------- | -------------- | -------------- | -------------- | -------------- | -------------- | -------------- | ------- | ------- | ------- | ------- | ------- | --------- | ---------- |
| 1998     | -              | -              | -              | -              | -              | -              | 1       | 0       | 1       | 27      | 7       |           | Spagna     |
| 2000     | -              | -              | -              | -              | -              | -              | 1       | 0       | 1       | 60      | 0       |           | Spagna     |
| 2002     | -              | -              | -              | -              | -              | -              | 1       | 0       | 1       | 34      | 20      |           | Svezia     |
| 2004     | -              | -              | -              | -              | -              | -              | 1       | 0       | 1       | 84      | 0       |           | Norvegia   |
| 2011     | -              | -              | -              | -              | -              | -              | 1       | 0       | 1       | 36      | 0       |           | Serbia     |
| 2015     | -              | -              | -              | -              | -              | -              | 2       | 0       | 2       | 84      | 0       |           | Serbia     |
| 2019     | -              | -              | -              | -              | -              | -              | 1       | 0       | 1       | 35      | 0       |           | Slovacchia |
| Totale   | -              | -              | -              | -              | -              | -              | 8       | 0       | 8       | 350     | 27      |           |            |

Fonte: americanfootballitalia.com

##### Europeo B
| Stagione | regular season | regular season | regular season | regular season | regular season | regular season | playoff | playoff | playoff | playoff | playoff | playoff     | playoff       |
|          | Vin            | Par            | Per            | Tot            | PF             | PS             | Vin     | Per     | Tot     | PF      | PS      | risultato   | avversaria    |
| -------- | -------------- | -------------- | -------------- | -------------- | -------------- | -------------- | ------- | ------- | ------- | ------- | ------- | ----------- | ------------- |
| 2023     | -              | -              | -              | -              | -              | -              | 1       | 1       | 2       | 33      | 35      | Terzo posto | Gran Bretagna |
| Totale   | -              | -              | -              | -              | -              | -              | 1       | 1       | 2       | 33      | 35      |             |               |

Fonte: americanfootballitalia.com

### Riepilogo partite disputate
| Anno              | Luogo             | Evento     | Fase del torneo             | Incontro                  | Risultato     |
| 1992              | Tolone            | Europeo    | Semifinale                  | Francia - Gran Bretagna   | 7 - 6         |
| 1992              | Tolone            | Europeo    | Finale                      | Finlandia Francia         | 16 - 7        |
| 1994              | Berlino           | Europeo    | Girone                      | Francia - Finlandia       | 7 - 30        |
| 1994              | Berlino           | Europeo    | Girone                      | Francia Danimarca         | 33 - 9        |
| 1994              | Berlino           | Europeo    | Girone                      | Francia - Gran Bretagna   | 44 - 28       |
| 1994              | Berlino           | Europeo    | Finale 3º - 4º posto        | Svezia Francia            | 30 - 0        |
| 1998              | Francia           | Europeo    | Qualificazioni              | Francia - Spagna          | 27 - 7        |
| 1998              | Germania          | Europeo    | Girone                      | Francia - Gran Bretagna   | 56 - 0        |
| 1998              | Germania          | Europeo    | Girone                      | Francia - Finlandia       | 25 - 10       |
| 1998              | Germania          | Europeo    | Finale                      | Germania - Francia        | 26 - 8        |
| 2000              | ?                 | Europeo    | Qualificazioni              | Francia - Spagna          | 60 - 0        |
| 2000              | Berlino           | Europeo    | Girone                      | Francia - Austria         | 21 - 17       |
| 2000              | Berlino           | Europeo    | Girone                      | Russia - Francia          | 32 - 0        |
| 2000              | Berlino           | Europeo    | Finale 5º - 6º posto        | Francia - Gran Bretagna   | 32 - 17       |
| 2002              | Amiens            | Europeo    | Qualificazioni              | Francia - Svezia          | 34 - 20       |
| 2002              | Cumbernauld       | Europeo    | Girone                      | Gran Bretagna - Francia   | 14 - 21       |
| 2002              | Cumbernauld       | Europeo    | Girone                      | Germania - Francia        | 14 - 7        |
| 2002              | Cumbernauld       | Europeo    | Finale 3º - 4º posto        | Austria - Francia         | 30 - 21       |
| 2004              | Nizza             | Europeo    | Qualificazioni              | Francia - Norvegia        | 84 - 0        |
| 2004              | Mosca             | Europeo    | Girone                      | Francia - Rep. Ceca       | 34 - 6        |
| 2004              | Mosca             | Europeo    | Girone                      | Danimarca - Francia       | 0 - 41        |
| 2004              | Mosca             | Europeo    | Girone                      | Russia - Francia          | 6 - 14        |
| 2004              | Mosca             | Europeo    | Finale 3º - 4º posto        | Francia - Germania        | 17 - 14       |
| 2005              | Jacksonville      | NFL-GJC    | Girone                      | Francia - Messico         | 0 - 12        |
| 2005              | Jacksonville      | NFL-GJC    | Girone                      | Francia - Stati Uniti     | 0 - 19        |
| 2005              | Jacksonville      | NFL-GJC    | Girone                      | Giappone - Francia        | 6 - 7         |
| 2005              | Jacksonville      | NFL-GJC    | Girone                      | Canada - Francia          | 27 - 0        |
| 2005              | Jacksonville      | NFL-GJC    | Playoff 3º - 5º posto       | Giappone - Francia        | 21 - 13       |
| 2005              | Jacksonville      | NFL-GJC    | Playoff 3º - 5º posto       | Messico - Francia         | 42 - 0        |
| 2006              | Stoccolma         | Europeo    | Girone                      | Francia - Finlandia       | 19 - 6        |
| 2006              | Stoccolma         | Europeo    | Girone                      | Svezia - Francia          | 14 - 34       |
| 2006              | Stoccolma         | Europeo    | Girone                      | Francia - Russia          | 62 - 0        |
| 2006              | Stoccolma         | Europeo    | Finale                      | Germania - Francia        | 21 - 28       |
| 31 gennaio 2007   | Fort Lauderdale   | NFL-GJC    | Girone                      | Giappone - Francia        | 28 - 0        |
| 31 gennaio 2007   | Fort Lauderdale   | NFL-GJC    | Girone                      | Francia - Canada          | 0 - 14        |
| 3 febbraio 2007   | Fort Lauderdale   | NFL-GJC    | Finale 5º - 6º posto        | Panama - Francia          | 14 - 6        |
| 12 luglio 2008    | Siviglia          | Europeo    | Girone                      | Spagna - Francia          | 25 - 45       |
| 14 luglio 2008    | Siviglia          | Europeo    | Girone                      | Russia - Francia          | 6 - 7         |
| 16 luglio 2008    | Siviglia          | Europeo    | Girone                      | Svezia - Francia          | 20 - 13       |
| 20 luglio 2008    | Siviglia          | Europeo    | Finale 3º - 4º posto        | Francia - Danimarca       | 28 - 14       |
| 27 giugno 2009    | Canton            | Mondiale   | Quarti di finale            | Stati Uniti - Francia     | 78 - 0        |
| 1º luglio 2009    | Canton            | Mondiale   | Primo turno di consolazione | Svezia - Francia          | 24 - 14       |
| 4 luglio 2009     | Canton            | Mondiale   | Finale 7º - 8º posto        | Nuova Zelanda - Francia   | 6 - 34        |
| 2010              | Hagenau           | Amichevole |                             | Francia - Svezia          | 0 - 11        |
| 23 aprile 2011    | La Courneuve      | Europeo    | Qualificazioni              | Francia - Serbia          | 36 - 0        |
| 30 agosto 2011    | Siviglia          | Europeo    | Girone                      | Spagna - Francia          | 6 - 55        |
| 1º settembre 2011 | Siviglia          | Europeo    | Girone                      | Francia - Svezia          | 21 - 14       |
| 3 settembre 2011  | Siviglia          | Europeo    | Finale                      | Austria - Francia         | 21 - 14       |
| 30 giugno 2012    | Austin            | Mondiale   | Quarti di finale            | Giappone - Francia        | 27 - 6        |
| 3 luglio 2012     | Austin            | Mondiale   | Primo turno di consolazione | Francia - Svezia          | 41 - 0        |
| 6 luglio 2012     | Austin            | Mondiale   | Finale 5º - 6º posto        | Francia - Samoa Americane | 14 - 27       |
| 2013              | Mont Saint Michel | Amichevole |                             | Francia - AFW Elite       | 0 - 19        |
| 23 agosto 2013    | Düsseldorf        | Europeo    | Semifinale                  | Danimarca - Francia       | 27 - 33       |
| 25 agosto 2013    | Colonia           | Europeo    | Finale                      | Austria - Francia         | 21 - 12       |
| 7 luglio 2014     | Madinat al-Kuwait | Mondiale   | Girone                      | Austria - Francia         | 24 - 7        |
| 10 luglio 2014    | Madinat al-Kuwait | Mondiale   | Girone                      | Canada - Francia          | 56 - 0        |
| 13 luglio 2014    | Madinat al-Kuwait | Mondiale   | Girone                      | Kuwait - Francia          | 0 - 74        |
| 15 luglio 2014    | Madinat al-Kuwait | Mondiale   | Finale 5º - 6º posto        | Francia - Giappone        | 7 - 30        |
| 8 maggio 2015     | Pessac            | Europeo    | Qualificazioni              | Francia - Italia          | 35 - 0        |
| 10 maggio 2015    | Pessac            | Europeo    | Qualificazioni              | Francia - Serbia          | 49 - 0        |
| 25 giugno 2015    | Dresda            | Europeo    | Semifinale                  | Germania - Francia        | 35 - 6        |
| 27 giugno 2015    | Dresda            | Europeo    | Finale 3º - 4º posto        | Danimarca - Francia       | 14 - 0        |
| 14 luglio 2017    | Villepinte        | Europeo    | Semifinale                  | Germania - Francia        | 0 - 7         |
| 16 luglio 2017    | Villepinte        | Europeo    | Finale                      | Austria - Francia         | 17 - 7        |
| 2 giugno 2019     | Amiens            | Europeo    | Qualificazioni              | Francia - Slovacchia      | 35 - 0 d.g.s. |
| 29 luglio 2019    | Bologna           | Europeo    | Quarti di finale            | Francia - Finlandia       | 30 - 0        |
| 1º agosto 2019    | Bologna           | Europeo    | Semifinale                  | Svezia - Francia          | 7 - 0         |
| 4 agosto 2019     | Bologna           | Europeo    | Finale 3º - 4º posto        | Francia - Danimarca       | 42 - 15       |
| 7 luglio 2022     | Vienna            | Europeo A  | Semifinale                  | Svezia - Francia          | 31 - 21       |
| 10 luglio 2022    | Vienna            | Europeo A  | Finale 3º - 4º posto        | Francia - Danimarca       | 0 - 3         |
| 9 aprile 2023     | Talence           | Europeo B  | Semifinale                  | Francia - Germania        | 12 - 28       |
| 15 settembre 2023 | Coventry          | Europeo B  | Finale 3º - 4º posto        | Gran Bretagna - Francia   | 7 - 21        |

## Confronti con le altre Nazionali
Questi sono i saldi della Francia nei confronti delle Nazionali incontrate.

### Saldo positivo
| Nazionale     | Giocate | Vinte | Pareggiate | Perse | PF  | PS | Ultima vittoria | Ultimo pari | Ultima sconfitta |
| ------------- | ------- | ----- | ---------- | ----- | --- | -- | --------------- | ----------- | ---------------- |
| Gran Bretagna | 6       | 6     | 0          | 0     | 181 | 72 | 2023            | -           | -                |
| Spagna        | 4       | 4     | 0          | 0     | 187 | 38 | 2011            | -           | -                |
| Serbia        | 2       | 2     | 0          | 0     | 85  | 0  | 2015            | -           | -                |
| Norvegia      | 1       | 1     | 0          | 0     | 84  | 0  | 2004            | -           | -                |
| Kuwait        | 1       | 1     | 0          | 0     | 74  | 0  | 2014            | -           | -                |
| Slovacchia    | 1       | 1     | 0          | 0     | 35  | 0  | 2019            | -           | -                |
| Italia        | 1       | 1     | 0          | 0     | 35  | 0  | 2015            | -           | -                |
| Nuova Zelanda | 1       | 1     | 0          | 0     | 34  | 6  | 2009            | -           | -                |
| Rep. Ceca     | 1       | 1     | 0          | 0     | 34  | 6  | 2004            | -           | -                |
| Russia        | 4       | 3     | 0          | 1     | 83  | 44 | 2008            | -           | 2000             |
| Danimarca     | 7       | 5     | 0          | 2     | 177 | 82 | 2019            | -           | 2022             |
| Finlandia     | 5       | 3     | 0          | 2     | 88  | 62 | 2019            | -           | 1994             |

### Saldo negativo
| Nazionale       | Giocate | Vinte | Pareggiate | Perse | PF  | PS  | Ultima vittoria | Ultimo pari | Ultima sconfitta |
| --------------- | ------- | ----- | ---------- | ----- | --- | --- | --------------- | ----------- | ---------------- |
| Germania        | 7       | 3     | 0          | 4     | 85  | 128 | 2017            | -           | 2023             |
| Svezia          | 10      | 4     | 0          | 6     | 178 | 171 | 2012            | -           | 2022             |
| Giappone        | 5       | 1     | 0          | 4     | 33  | 112 | 2005            | -           | 2014             |
| Austria         | 6       | 1     | 0          | 5     | 82  | 130 | 2000            | -           | 2017             |
| Panama          | 1       | 0     | 0          | 1     | 6   | 14  | -               | -           | 2007             |
| Samoa Americane | 1       | 0     | 0          | 1     | 14  | 27  | -               | -           | 2012             |
| Messico         | 2       | 0     | 0          | 2     | 0   | 54  | -               | -           | 2005             |
| Stati Uniti     | 2       | 0     | 0          | 2     | 0   | 97  | -               | -           | 2009             |
| Canada          | 3       | 0     | 0          | 3     | 0   | 97  | -               | -           | 2014             |